# Borovanský dřín
Borovanský dřín je jeden ze čtyř památných dřínů obecných v České republice a jediný svého druhu v Jihočeském kraji. Roste v centru města Borovany, v areálu zámeckého parku – u západního průčelí zámku nedaleko obvodové parkové zdi oddělující park od borovanského náměstí.

## Základní údaje
- název: Borovanský dřín
- stáří: 100 let
- výška: 10 m
- obvod kmene: 150 cm,[1] 188 cm[2]